# Rapaälven
Rapaälven (auch Rapaätno, samisch Ráhpaädno) ist der größte Fluss im nordschwedischen Nationalpark Sarek in der Gemeinde Jokkmokk.
Er entwässert auf einer Länge von ca. 75 km einen Großteil des Nationalparks.
Der Fluss Rapaälven entsteht aus den vier kleineren Flüssen Smájllajåkkå, Mikkájåkkå, Guohperjåkkå  und Áhkáåkkå im Zentrum des Sarek-Nationalparks. Diese vier Flüsse wiederum werden aus 30 Gletschern gespeist. Daher führt der Rapaälven pro Jahr ca. 180.000 Tonnen Gletscherschutt mit sich. Diesen Gletscherschutt lagert er in seinen beiden Deltalandschaften- dem Rapaselet, einem verlandeten See und dem Rapadelta an seiner Mündung in den Laitaure ab.
Das Rapadal wird vom Rapaälven gebildet und von bis zu 2000 Meter hohen Bergen gesäumt. Aufgrund seiner Breite und Tiefe lässt sich der Fluss zu Fuß nur schwer durchqueren.